# انیوش یدلیک
آنیوش یِدلیک (مجاری: Jedlik Ányos István; ۱۱ ژانویهٔ ۱۸۰۰ – ۱۳ دسامبر ۱۸۹۵) دانشمند در زمینه فیزیک اهل پادشاهی مجارستان بود.